# 15 messidor
15 prairial 15 thermidor
Le quintidi 15 messidor, officiellement dénommé jour du chamois, est le 285e jour de l'année du calendrier républicain.
C'était généralement le 3e jour du mois de juillet dans le calendrier grégorien.